# П'ятилітка (Черепановський район)
П'ятилітка (рос. Пятилетка) — селище у Черепановському районі Новосибірської області Російської Федерації.
Входить до складу муніципального утворення П'ятилітська сільрада. Населення становить 665 осіб (2010).

## Історія
Згідно із законом від 2 червня 2004 року органом місцевого самоврядування є П'ятилітська сільрада.

## Населення
| 2002 | 2007 | 2010 |
| ---- | ---- | ---- |
| 631  | ↗696 | ↘665 |